# アルノー・デマール
アルノー・デマール（Arnaud Démare、1991年8月26日 - ）は、フランス・ボーヴェ出身の自転車競技（ロードレース）選手。
「アルノー・デマル」とも表記される。

## 経歴
2012年、FDJ・ビッグマットと契約。シーズン6勝を挙げる。
2013年、ツール・ド・スイス第4ステージにて、僅差のスプリント制しワールドツアー初勝利。続く、エネコ・ツアーでは登りスプリントで勝利を挙げた。
2016年、パリ～ニース第1ステージで優勝、前シーズンの不調から復活の勝利となる。続く、ミラノ～サンレモでゴール30km手前で落車しながらも、得意の登りスプリントで初のモニュメント制覇を成し遂げた。
2017年、去年に引き続きパリ～ニース第1ステージで優勝。ツール・ド・フランスには直前のフランス選手権個人ロードを制したことでフランスチャンピオンジャージを着用し参戦。第4ステージでアレクサンダー・クリストフを抑え念願の初優勝を飾るが、その後急激に体調を悪化させ、山岳ステージである第9ステージでタイムオーバーとなりレースを去った。
2020年、ジロ・デ・イタリアで区間4勝を挙げ、ポイント賞マリア・チクラミーノを獲得した。
2022年、ジロ・デ・イタリアで区間3勝を挙げ、2度目のポイント賞マリア・チクラミーノを獲得。

## 主な戦績

### 2009年
- ジュニア世界選手権自転車競技大会　個人ロードレース 2位

### 2010年
- ロードレース世界選手権・U23部門　5位

### 2011年
- ロードレース世界選手権・U23部門　優勝

### 2012年
- ツアー・オブ・カタール 区間優勝(第6ステージ)
- ル・サミン 優勝
- ドリダーフス・ファン・ウェスト＝フラーンデレン　ポイント賞(第2ステージ優勝)
- ショレ＝ペイ・ド・ロワール 優勝
- ルート・デュ・スュド 区間優勝(第2ステージ)
- ヴァッテンフォール・サイクラシックス 優勝

### 2013年
- グランプリ・ド・ドナン　優勝
- ダンケルク4日間レース　総合優勝、ポイント賞、新人賞(第1～3ステージ優勝)
- ツール・ド・スイス 区間優勝(第4ステージ)
- ライドロンドン・クラシック　優勝
- エネコ・ツアー 　区間優勝(第2ステージ)
- グランプリ・ディスベルグ　優勝
- パリ〜ブールジュ 　2位
- パリ〜ツール 　3位

### 2014年
- ツアー・オブ・カタール 区間優勝(第6ステージ)
- ヘント〜ウェヴェルヘム　2位
- ダンケルク4日間レース　総合優勝、ポイント賞、新人賞(第1,2ステージ優勝)
- ツール・ド・ピカルディ　総合優勝、ポイント賞（第2,3ステージ優勝）
- ハル〜インホーイヘム　優勝
- フランス選手権　優勝（ロードレース）
- カンピウンスハップ・ファン・フラーンデレン　優勝
- グランプリ・ディスベルグ　優勝
- ウロメトロポール・ツール　総合優勝、ポイント賞、新人賞(第1,2,4ステージ優勝)

### 2015年
- ツール・ド・ベルギー　区間優勝（第2,3ステージ）

### 2016年
- ツール・メディテラネアン　区間優勝（第1(TTT),2ステージ）
- パリ～ニース　区間優勝（第1ステージ）
- ミラノ～サンレモ　優勝
- ルート・デュ・スュド ポイント賞(第5ステージ)
- バンシュ〜トゥルネ〜バンシュ＝メモリアル・フランク・ファンデンブルック　優勝

### 2017年
- エトワール・ド・ベセージュ　区間優勝（第1,4ステージ）
- パリ～ニース　区間優勝（第1ステージ）
- グランプリ・ド・ドナン 優勝
- ダンケルク4日間レース　区間優勝（第2ステージ）
- クリテリウム・デュ・ドーフィネ　ポイント賞、区間優勝（第2ステージ）
- ハル〜インホーイヘム　優勝
- フランス選手権　優勝（ロードレース）
- ツール・ド・フランス　区間優勝（第4ステージ）
- ユーロアイズ・サイクラシックス　2位
- ブリュッセル・サイクリング・クラシック　優勝

### 2018年
- パリ～ニース　区間優勝（第1ステージ）
- ミラノ〜サンレモ　第3位
- ヘント〜ウェヴェルヘム　第3位
- ツール・ド・スイス　区間優勝（第8ステージ）
- ツール・ド・フランス　区間優勝（第18ステージ）
- ユーロアイズ・サイクラシックス　2位
- ツール・デュ・ポワトゥー＝シャラント　総合優勝（第1,2,3,4,5ステージ優勝）

### 2019年
- ジロ・デ・イタリア 区間優勝（第10ステージ）
- ルート・ドクシタニー　ポイント賞（第2、4ステージ優勝）
- ツール・ド・ワロニー 区間優勝（第4ステージ）
- オコロ・スロベンスカ（英語版）  ポイント賞（第3ステージ優勝）

### 2020年
- ミラノ〜トリノ　優勝
- ツール・ド・ワロニー　 総合優勝、 ポイント賞（第2、4ステージ優勝）
- フランス選手権　優勝（ロードレース）
- ツール・ポワトゥー＝シャラント・アン・ヌーヴェル＝アキテーヌ　 総合優勝、 ポイント賞（第1、2、4ステージ優勝）
- ツール・ド・ルクセンブルク　区間優勝（第2ステージ）
- ジロ・デ・イタリア  ポイント賞（第4、6、7、11ステージ優勝）

### 2021年
- ラ・ルー・トゥランジェル 優勝
- ボルタ・ア・ラ・コムニタ・バレンシアナ  ポイント賞（第2,5ステージ優勝）
- ブックル・ドゥ・ラ・マイエンヌ  総合優勝、 ポイント賞（第2,3,4ステージ優勝）
- ルート・ドクシタニー 区間優勝（第2ステージ）
- パリ〜ツール 優勝

### 2022年
- ジロ・デ・イタリア  ポイント賞（第5、6、13ステージ優勝）
- ルート・ドクシタニー 区間優勝（第1ステージ）
- ツール・ド・ポローニュ  ポイント賞（第7ステージ優勝）
- グランプリ・ディスベルグ 優勝
- パリ〜ツール 優勝

### 2023年
- ブックル・ドゥ・ラ・マイエンヌ  ポイント賞（第2ステージ優勝）
- ブリュッセル・サイクリング・クラシック 優勝
- ツール・ド・ヴァンデ 優勝
- パリ〜ブールジュ 優勝

### 2024年
- ツール・ポワトゥー＝シャラント・アン・ヌーヴェル＝アキテーヌ  ポイント賞（第4ステージ優勝）
- パリ〜ショニー（英語版） 優勝